# Международный статистический институт
Международный статистический институт — профессиональная ассоциация статистиков. Имеет консультативный статус при ЭКОСОС и ЮНЕСКО.
Основан в 1885 году. Офис расположен в Гааге. Более 4500 членов из более чем 100 стран. Институт занимается издательством книг и журналов, организует международные конференции каждые два года. Членами Международного статистического института являются организации и отдельные учёные.

## Премия
Премия Карла Пирсона была учреждена ISI в 2013 году для признания вклада, который должен представлять собой исследовательскую статью или книгу, опубликованную в течение последних трёх десятилетий, по статистической теории, методологии, практике или приложениям. Премия была названа в честь английского статистика Карла Пирсона. Она вручается раз в два года на Всемирном статистическом конгрессе ISI. Обладатель приза получает 5000 евро и читает лекцию Карла Пирсона.
Питер Маккаллах и Джон Нелдер стали лауреатами первой премии Карла Пирсона за свою монографию «Обобщенные линейные модели» (1983 год). Профессор Роберт Тибширани выбран лауреатом Премии основателей статистики ISI 2021 года за свою статью 1996 года «Уменьшение регрессии и выбор с помощью LASSO», опубликованную в Журнале Королевского статистического общества.

## Журналы
- International Statistical Review, including Short Book Reviews
- Statistical Theory and Method Abstracts — Zentralblatt
- Bernoulli
- Computational Statistics & Data Analysis
- ISI Newsletter
- Statistics Education Research Journal
- Statistics Surveys